# 尹吉甫庙
尹吉甫庙又名尹公祠，位于中国山西省晋中市平遥县平遥古城上东门内50米，东马道街19号。附近东城墙下有点将台，东门外50米处有尹吉甫墓。该庙纪念周宣王时北伐猃狁、修筑城墙的的大将尹吉甫，创建于北宋宣和年间，明代曾多次重修。东西宽30米，南北长60米。现存木构山门殿3间，东西廊窑各3间和正殿残迹。1987年，修复正殿，面阔5间，深五掾。
2011年11月30日，尹吉甫庙公布为平遥县文物保护单位。。